# Campeonato Sub-20 de la OFC 2005
El Campeonato sub 20 de la OFC 2005 se realizó en el Lawson Tama Stadium, Honiara, Islas Salomón entre el 21 y el 31 de enero de 2005. El torneo lo ganó Australia 3 a 0 a las Islas Salomón en la final, y los australianos clasificaron a la Copa Mundial de Fútbol Sub-20 de 2005 realizado en los Países Bajos.

## Equipos participantes
| Equipos participantes | Equipos participantes | Equipos participantes | Equipos participantes |
| --------------------- | --------------------- | --------------------- | --------------------- |
| Australia             | Islas Salomón         | Nueva Zelanda         | Tonga                 |
| Fiyi                  | Nueva Caledonia       | Samoa                 | Vanuatu               |

## Grupo A
| Equipo          | Pts | PJ | PG | PE | PP | GF | GC | DIF |
| --------------- | --- | -- | -- | -- | -- | -- | -- | --- |
| Australia       | 9   | 3  | 3  | 0  | 0  | 40 | 3  | +37 |
| Vanuatu         | 6   | 3  | 2  | 0  | 1  | 7  | 11 | -4  |
| Nueva Caledonia | 3   | 3  | 1  | 0  | 2  | 10 | 16 | -6  |
| Tonga           | 0   | 3  | 0  | 0  | 3  | 1  | 28 | -27 |

| 22 de enero de 2005 | Australia | 12:1 | Nueva Caledonia | Lawson Tama Stadium, Honiara |  |

| 22 de enero de 2005 | Tonga | 0:2' | Vanuatu | Lawson Tama Stadium, Honiara |  |

| 24 de enero de 2005 | Nueva Caledonia | 2:3' | Vanuatu | Lawson Tama Stadium, Honiara |  |

| 25 de enero de 2005 | Tonga | 0:19' | Australia | AE Oval, Honiara |  |

| 27 de junio de 2005 | Australia | 9:2 | Vanuatu | Lawson Tama Stadium, Honiara |  |

| 27 de enero de 2005 | Nueva Caledonia | 7:1' | Tonga | Lawson Tama Stadium, Honiara |  |

## Grupo B
| Equipo        | Pts | PJ | PG | PE | PP | GF | GC | DIF |
| ------------- | --- | -- | -- | -- | -- | -- | -- | --- |
| Islas Salomón | 9   | 3  | 3  | 0  | 0  | 9  | 2  | +7  |
| Fiyi          | 6   | 3  | 2  | 0  | 1  | 10 | 2  | +8  |
| Nueva Zelanda | 3   | 3  | 1  | 0  | 2  | 8  | 3  | +5  |
| Samoa         | 0   | 3  | 0  | 0  | 3  | 1  | 22 | -21 |

| 21 de enero de 2005 | Nueva Zelanda | 0:1 | Fiyi | Lawson Tama Stadium, Honiara |  |

| 21 de enero de 2005 | Samoa | 0:6' | Islas Salomón | Lawson Tama Stadium, Honiara |  |

| 23 de enero de 2005 | Nueva Zelanda | 7:0' | Samoa | Lawson Tama Stadium, Honiara |  |

| 23 de enero de 2005 | Islas Salomón | 1:0' | Fiyi | Lawson Tama Stadium, Honiara |  |

| 26 de junio de 2005 | Samoa | 1:9 | Fiyi | Lawson Tama Stadium, Honiara |  |

| 26 de enero de 2005 | Islas Salomón | 2:1' | Nueva Zelanda | Lawson Tama Stadium, Honiara |  |

## Segunda fase
|  | Semifinales          | Semifinales          |   |                      | Final                | Final |  |
|  |                      |                      |   |                      |                      |       |  |
|  |                      |                      |   |                      |                      |       |  |
|  | Honiara, 29 de enero |                      |   |                      |                      |       |  |
|  | Australia            | 3                    |   |                      |                      |       |  |
|  | Fiyi                 | 2                    |   |                      |                      |       |  |
|  |                      |                      |   |                      |                      |       |  |
|  |                      |                      |   |                      | Honiara, 31 de enero |       |  |
|  |                      |                      |   |                      | Australia            | 3     |  |
|  |                      | Islas Salomón        | 0 |                      |                      |       |  |
|  |                      |                      |   |                      |                      |       |  |
|  |                      |                      |   |                      |                      |       |  |
|  |                      |                      |   |                      | Tercer lugar         |       |  |
|  | Honiara, 29 de enero | Honiara, 29 de enero |   | Honiara, 30 de enero | Honiara, 30 de enero |       |  |
|  | Islas Salomón        | 3                    |   | Fiyi                 | 1                    |       |  |
|  | Vanuatu              | 1                    |   |                      | Vanuatu              | 4     |  |

### Semifinales
| 29 de enero de 2005 | Australia | 3:2 | Fiyi | Lawson Tama Stadium, Honiara |  |

| 29 de enero de 2005 | Islas Salomón | 3:1' | Vanuatu | Lawson Tama Stadium, Honiara |  |

### Tercer Puesto
| 31 de enero de 2005 | Fiyi | 1:4 | Vanuatu | Lawson Tama Stadium, Honiara |  |

### Final
A los 77 minutos de juego (mientras Australia vencía parcialmente 3-0), se produjeron serios incidentes entre la multitud que presenciaba el encuentro, lo que imposibilitó que el partido continuase. La OFC decidió declarar 3-0 como el resultado final, adjudicando el triunfo y el título a Australia.

| 30 de enero de 2005 | Australia | 3:0 (Suspendido a los 77') | Islas Salomón | Lawson Tama Stadium, Honiara   |  |
|                     |           |                            |               | Asistencia: 21000 espectadores |  |